# Беверли, Патрик
Патрик Беверли (англ. Patrick Beverley; род. 12 июля 1988 года в Чикаго, Иллинойс, США) — американский профессиональный баскетболист, в последний раз выступавший за израильский клуб «Хапоэль» (Тель-Авив). Играет на позиции разыгрывающего защитника. Был выбран во втором раунде под общим 42-м номером на драфте НБА 2009 года командой «Лос-Анджелес Лейкерс» и сразу же был обменян ими в «Майами Хит» за право выбора во втором раунде драфта НБА 2011 года и денежную компенсацию.

## Первые шаги и студенческая карьера
Первые шаги в баскетболе Патрик начал делать в Чикаго, где учился в местной общественной школе имени Джона Маршала. По окончании школы он поступил в Университет Арканзаса, где играл за команду «Арканзас Рейзорбэкс» (2006—2008).
В дебютном сезоне (2006/07) Патрик Беверли был первым в «Арканзас Рейзорбэкс» по числу набранных очков (13,9), перехватов (1,7), процентов реализации трёхочковых бросков (38,6) и бросков с линии штрафных (81,2) в среднем за матч. В то же время он занимал в команде второе место по числу передач (3,1) и третье по числу подборов (4,5) в среднем за игру. Всего Патрик сыграл в сезоне 35 встреч из них 34 в стартовой пятерке, проводя в среднем 34,4 минуты за игру.
Во втором сезоне (2007/08) Патрик Беверли был первым в «Арканзас Рейзорбэкс» по числу подборов (6,6) и перехватов (1,3) и проценту реализации трёхочковых бросков (0,378) в среднем за один матч. В то же время он был вторым в команде по числу набранных очков (12,8) и третьим по количеству передач (2,4) в среднем за одну игру. Всего Патрик сыграл в этом сезоне 35 встреч из них 33 в стартовой пятерке, проводя в среднем 33,8 минуты за игру.

## Профессиональная карьера
Первым профессиональным клубом Патрика Беверли стал «Днепр», который выступал в Украинской баскетбольной лиге в сезоне 2008/09. Он играл в 46 матчах в среднем по 35,8 минуты. Патрик был первым в команде по количеству передач (3,6), перехватов (2,2) и проценту попаданий трёхочковых бросков (38,0) в среднем за одну игру. Также он занимал второе место по набранным очкам (16,0) и сделанным подборам (7,0) за один матч. Он участвовал в матче всех звёзд на Украине и выиграл конкурс слэм-данков.
Летом 2009 года Патрик Беверли выставил себя на драфт НБА и был выбран «Лос-Анджелес Лейкерс» под 42-м номером. Однако 26 августа 2009 года подписал контракт с греческим «Олимпиакосом», где играл вместе с Джошом Чилдрессом и Линасом Клейзой в сезоне 2009/10. «Олимпиакос» выиграл кубок Греции, но проиграл в финале чемпионата Греции «Панатинаикосу» и уступил в решающем матче финала четырёх Евролиги 2009—2010 «Барселоне».
Патрик Беверли играл в летней лиге НБА 2010 года за «Майами Хит». 2 августа 2010 года он подписал контракт с «Майами Хит». 26 октября 2010 года «Хит» расторгли соглашение с игроком. 10 января 2011 года Патрик подписал контракт со «Спартаком» из Санкт-Петербурга. Патрик Беверли должен был играть в матче всех звёзд ПБЛ в составе команды «BEKO PBL Stars» и участвовать в конкурсе слэм-данков, но получил травму в игре за Кубок Вызова в сезоне 2010/11. «Спартак» стал обладателем Кубка России 2011, участником Финала четырёх Кубка Вызова 2010/2011 и занял 7-е место по итогам чемпионата России 2011 года.
25 сентября 2011 года Патрик Беверли в интервью выразил желание выступать за сборную России по баскетболу. Однако выступать за сборную России при наличии российского гражданства Патрик сможет, если генеральный секретарь ФИБА даст разрешение, так как он выступал за сборную США на чемпионате мира по баскетболу до 19 лет в 2007 году.
10 ноября 2011 года Патрик Беверли и «Спартак» договорились о подписании нового контракта до конца сезона 2013/2014 с опцией продления ещё на один сезон.
«Спартак» в сезоне 2011/12 был участником финала четырёх Кубка Европы 2011/2012, где уступил в обоих матчах. В Единой лиге ВТБ команда дошла до стадии четвертьфинала. В Финале четырёх Кубка России «Спартак» сложил чемпионские полномочия и занял третье место. По итогам чемпионата России команда заняла шестое место.

### Хьюстон Рокетс (2013—2017)
В конце декабря 2012 года Патрик Беверли и баскетбольный клуб «Спартак» по взаимному согласию расторгли контракт в связи с его переходом в команду НБА «Хьюстон Рокетс». Он также автоматически подписал контракт с клубом Лиги развития НБА «Рио-Гранде Вэллей Вайперс». Он провел неделю в составе «Вайперс», а затем дебютировал в НБА 15 января 2013 года в матче против «Лос-Анджелес Клипперс». За две минуты, проведенные на площадке, он набрал три очка, одну передачу и один перехват. В своем первом сезоне в «Хьюстоне» он набирал в среднем 5.6 очков, 2.7 подбора, 2.9 передачи и 0,9 перехвата за 41 игру. Во второй игре серии первого раунда плей-офф против «Оклахома-Сити Тандер» Беверли впервые в карьере вышел в старте в матче НБА и набрал 16 очков, 12 подборов, шесть передач, два перехвата и один блок.
В сезоне 2013-14 Беверли пропустил часть игр из-за травм, в том числе 14 игр из-за операции по исправлению перелома правой кисти. 2 июня 2014 года он был включен во вторую пятерку сборной всех звезд защиты НБА по итогам сезона 2013-14.
14 февраля 2015 года Беверли выиграл конкурс умений во время звездного уикенда НБА. 30 марта 2015 года он выбыл до конца сезона из-за травмы левого запястья.
9 июля 2015 года Беверли подписал новый четырехлетний контракт с «Рокетс» на 23 миллиона долларов. Он был выбран для участия в конкурсе умений 2016 года для защиты своего титула, но отказался от участия в конкурсе из-за травмы лодыжки.
22 октября 2016 года Беверли выбыл на три недели после того, как ему потребовалась артроскопическая операция на левом колене. Он дебютировал в сезоне 17 ноября 2016 года, пропустив первые 11 игр. 16 апреля 2017 года он набрал лучшие в карьере 21 очко и сделал 10 подборов в победе над «Оклахома-Сити Тандер»в первой игре серии первого раунда плей-офф. По окончании сезона Беверли был включен в первую пятерку сборной всех звезд защиты НБА, став четвертым игроком в истории франшизы, получившим такую награду, и первым со времен Скотти Пиппена в 1998-99 гг. Он также получил награду за самоотверженность на площадке.

### Лос-Анджелес Клипперс (2017—2021)
28 июня 2017 года «Лос-Анджелес Клипперс» приобрели Беверли, Сэма Деккера, Монтрезла Харрела, Дарруна Хиллиарда, ДеАндре Лиггинса, Лу Уильямса, Кайла Уилтджера и выбор в первом раунде драфта 2018 года у «Хьюстон Рокетс» в обмене на Криса Пола. В своем дебюте за «Клипперс» в матче-открытии сезона 19 октября 2017 года Беверли набрал 10 очков в победе над «Лос-Анджелес Лейкерс». После болей в правом колене, которые беспокоили Беверли на протяжении всей предсезонки, он пропустил пять игр в середине ноября с аналогичной травмой. 22 ноября 2017 года он выбыл до конца сезона после артроскопического восстановления бокового мениска и процедуры микрофрактуры правого колена.
27 января 2019 года Беверли набрал 16 очков, 10 подборов и восемь передач в победе над «Сакраменто Кингз».
12 июля 2019 года Беверли переподписал контракт с «Клипперс» на три года.
3 июля 2021 года Беверли был отстранен на одну игру за толчок Криса Пола во время игры против «Финикс Санз». Дисквалификация Беверли сделала его первым игроком, отстраненным на первую игру следующего сезона с тех пор, как Эндрю Байнам был дисквалифицирован на 5 первых матчей следующего сезона за удар локтем защитника «Далласа» Хосе Хуана Бареа.

### Миннесота Тимбервулвз (2021—2022)
16 августа 2021 года Беверли был обменян вместе с Дэниэлем Отуру и Рэджоном Рондо в «Мемфис Гриззлис» на Эрика Бледсо. Девять дней спустя «Гриззлис» обменяли его в «Миннесоту Тимбервулвз» на Джарретта Калвера и Хуана Эрнангомеса. 16 февраля 2022 года Беверли продлил с «Тимбервулвз» контракт на 1 год и 13 миллионов долларов.

### Лос-Анджелес Лейкерс (2022—2023)
6 июля 2022 года Беверли был обменян вместе с Маликом Бизли, Джарредом Вандербилтом, Леандро Больмаро, правами на Уокера Кесслера, четырьмя будущими пиками первого раунда драфта и правом на обмен пиками в «Юта Джаз» на Руди Гобера.
25 августа 2022 года Беверли был обменян в «Лос-Анджелес Лейкерс» на Стэнли Джонсона и Тэйлена Хортон-Такера.
18 октября Беверли дебютировал в составе «Лейкерс», набрав три очка в матче против «Голден Стэйт Уорриорз».
9 февраля 2023 года Беверли был обменян в «Орландо Мэджик» в рамках сделки с участием «Лос-Анджелес Клипперс» и «Денвер Наггетс». 12 февраля игрок был отчислен.

### Чикаго Буллз (2023)
21 февраля 2023 года Беверли подписал контракт с «Чикаго Буллз». В своем дебюте в составе «Буллз» он набрал восемь очков, сделал пять подборов и четыре передачи в победе над «Бруклин Нетс».

### Филадельфия Севенти Сиксерс (2023—2024)
9 июля 2023 года Беверли подписал контракт с командой «Филадельфия Севенти Сиксерс». 1 декабря 2023 года Беверли набрал максимальные в карьере 26 очков, а также сделал восемь подборов, семь передач и два перехвата в матче с «Бостон Селтикс». 27 января 2024 года Беверли набрал 17 очков и сделал максимальные в сезоне 11 передач в матче с «Денвер Наггетс».

### Милуоки Бакс (2024)
8 февраля 2024 года Беверли был обменян в «Милуоки Бакс» на Кэмерона Пэйна и выбор второго раунда драфта 2027 года. 9 апреля Беверли набрал 20 очков и сделал 10 подборов во время победы над «Бостон Селтикс» со счетом 104-91. 2 мая во время 6-й игры с «Индианой Пэйсерс» Беверли дважды бросил баскетбольный мяч в болельщиков, сидевших за скамейкой запасных «Бакс», во время явной ссоры. В послематчевом интервью Беверли отказался отвечать на вопрос журналистки ESPN Малинды Адамс из-за того, что она не была подписана на его подкаст, за что Беверли подвергся нападкам. СМИ ошибочно сообщили, что ему было запрещено в дальнейшем выступать на ESPN, но канал уточнил, что Беверли не был запрещен. Позже Беверли извинился перед Адамс в частном порядке. НБА отстранила Беверли на 4 игры.

### Хапоэль Тель-Авив (2024—2025)
16 июля 2024 года Беверли подписал двухлетний контракт с израильским клубом «Хапоэль» (Тель-Авив). 13 февраля 2025 года Беверли покинул клуб.

## Достижения
- 2010 — Обладатель Кубка Греции
- 2010 — Серебряный призёр чемпионата Греции по баскетболу
- 2011 — Обладатель Кубка России 2011
- MVP октября 2011 Единой лиги ВТБ[62]
- MVP первого круга чемпионата России 2011/2012[63]

## Статистика

### Статистика в НБА
| Сезон                                                                                    | Команда     | Регулярный сезон | Регулярный сезон | Регулярный сезон | Регулярный сезон | Регулярный сезон | Регулярный сезон | Регулярный сезон | Регулярный сезон | Регулярный сезон | Регулярный сезон | Регулярный сезон | Серия плей-офф | Серия плей-офф | Серия плей-офф | Серия плей-офф | Серия плей-офф | Серия плей-офф | Серия плей-офф | Серия плей-офф | Серия плей-офф | Серия плей-офф | Серия плей-офф |
| Сезон                                                                                    | Команда     | GP               | GS               | MPG              | FG%              | 3P%              | FT%              | RPG              | APG              | SPG              | BPG              | PPG              | GP             | GS             | MPG            | FG%            | 3P%            | FT%            | RPG            | APG            | SPG            | BPG            | PPG            |
| ---------------------------------------------------------------------------------------- | ----------- | ---------------- | ---------------- | ---------------- | ---------------- | ---------------- | ---------------- | ---------------- | ---------------- | ---------------- | ---------------- | ---------------- | -------------- | -------------- | -------------- | -------------- | -------------- | -------------- | -------------- | -------------- | -------------- | -------------- | -------------- |
| 2012/13                                                                                  | Хьюстон     | 41               | 0                | 17,4             | 41,8             | 37,5             | 82,9             | 2,7              | 2,9              | 0,9              | 0,5              | 5,6              | 6              | 5              | 33,3           | 43,1           | 33,3           | 100,0          | 5,5            | 2,8            | 1,2            | 0,7            | 11,8           |
| 2013/14                                                                                  | Хьюстон     | 56               | 55               | 31,3             | 41,4             | 36,1             | 81,4             | 3,5              | 2,7              | 1,4              | 0,4              | 10,2             | 6              | 6              | 33,7           | 38,0           | 31,8           | 70,0           | 4,2            | 1,8            | 0,5            | 0,3            | 8,7            |
| 2014/15                                                                                  | Хьюстон     | 56               | 55               | 30,8             | 38,3             | 35,6             | 75,0             | 4,2              | 3,4              | 1,1              | 0,4              | 10,1             | Не участвовал  | Не участвовал  | Не участвовал  | Не участвовал  | Не участвовал  | Не участвовал  | Не участвовал  | Не участвовал  | Не участвовал  | Не участвовал  | Не участвовал  |
| 2015/16                                                                                  | Хьюстон     | 71               | 63               | 28,7             | 43,4             | 40,0             | 68,2             | 3,5              | 3,4              | 1,3              | 0,4              | 9,9              | 5              | 5              | 25,7           | 27,0           | 21,4           | 100,0          | 4,4            | 2,2            | 0,4            | 0,4            | 5,8            |
| 2016/17                                                                                  | Хьюстон     | 67               | 67               | 30,7             | 42,0             | 38,2             | 76,8             | 5,9              | 4,2              | 1,5              | 0,4              | 9,5              | 11             | 11             | 29,5           | 41,3           | 40,4           | 78,6           | 5,5            | 3,0            | 1,5            | 0,2            | 11,1           |
| 2017/18                                                                                  | Клипперс    | 11               | 11               | 30,3             | 40,3             | 40,0             | 82,4             | 4,1              | 2,9              | 1,7              | 0,5              | 12,2             | Не участвовал  | Не участвовал  | Не участвовал  | Не участвовал  | Не участвовал  | Не участвовал  | Не участвовал  | Не участвовал  | Не участвовал  | Не участвовал  | Не участвовал  |
| 2018/19                                                                                  | Клипперс    | 78               | 49               | 27,4             | 40,7             | 39,7             | 78,0             | 5,0              | 3,8              | 0,9              | 0,6              | 7,6              | 6              | 6              | 32,4           | 42,6           | 43,3           | 75,0           | 8,0            | 4,7            | 1,0            | 1,0            | 9,8            |
| 2019/20                                                                                  | Клипперс    | 51               | 50               | 26,3             | 43,1             | 38,8             | 66,0             | 5,2              | 3,6              | 1,1              | 0,5              | 7,9              | 8              | 8              | 20,8           | 51,3           | 36,4           | 50,0           | 4,1            | 2,4            | 1,0            | 0,4            | 6,3            |
| 2020/21                                                                                  | Клипперс    | 37               | 34               | 22,5             | 42,3             | 39,7             | 80,0             | 3,2              | 2,1              | 0,8              | 0,8              | 7,5              | 17             | 7              | 19,0           | 42,6           | 35,1           | 85,7           | 2,4            | 1,4            | 0,7            | 0,7            | 4,9            |
| 2021/22                                                                                  | Миннесота   | 58               | 54               | 25,4             | 40,6             | 34,3             | 72,2             | 4,1              | 4,6              | 1,2              | 0,9              | 9,2              | 6              | 6              | 32,3           | 42,9           | 34,6           | 68,2           | 3,2            | 4,8            | 1,2            | 1,2            | 11,0           |
| 2022/23                                                                                  | Лейкерс     | 45               | 45               | 26,9             | 40,2             | 34,8             | 78,0             | 3,1              | 2,6              | 0,9              | 0,6              | 6,4              | Не участвовал  | Не участвовал  | Не участвовал  | Не участвовал  | Не участвовал  | Не участвовал  | Не участвовал  | Не участвовал  | Не участвовал  | Не участвовал  | Не участвовал  |
| 2022/23                                                                                  | Чикаго      | 22               | 22               | 27,5             | 39,5             | 30,9             | 53,3             | 4,9              | 3,5              | 1,0              | 0,7              | 5,8              | Не участвовал  | Не участвовал  | Не участвовал  | Не участвовал  | Не участвовал  | Не участвовал  | Не участвовал  | Не участвовал  | Не участвовал  | Не участвовал  | Не участвовал  |
| 2023/24                                                                                  | Филадельфия | 47               | 5                | 19,6             | 43,2             | 32,1             | 81,0             | 3,1              | 3,1              | 0,5              | 0,4              | 6,3              | Не участвовал  | Не участвовал  | Не участвовал  | Не участвовал  | Не участвовал  | Не участвовал  | Не участвовал  | Не участвовал  | Не участвовал  | Не участвовал  | Не участвовал  |
| 2023/24                                                                                  | Милуоки     | 26               | 8                | 20,9             | 39,1             | 36,1             | 85,2             | 3,6              | 2,6              | 0,7              | 0,5              | 6,0              | 6              | 6              | 34,9           | 41,0           | 36,4           | 86,7           | 3,3            | 5,5            | 1,0            | 0,7            | 8,2            |
|                                                                                          | Всего       | 666              | 518              | 26,6             | 41,3             | 37,1             | 76,0             | 4,1              | 3,4              | 1,1              | 0,5              | 8,3              | 71             | 60             | 27,4           | 41,4           | 36,1           | 79,0           | 4,3            | 2,9            | 0,9            | 0,6            | 8,2            |
| Наведите курсор мыши на аббревиатуры в заголовке таблицы, чтобы прочесть их расшифровку. |             |                  |                  |                  |                  |                  |                  |                  |                  |                  |                  |                  |                |                |                |                |                |                |                |                |                |                |                |

### Статистика в Джи-Лиге
| Сезон                                                                                    | Команда                   | Регулярный сезон | Регулярный сезон | Регулярный сезон | Регулярный сезон | Регулярный сезон | Регулярный сезон | Регулярный сезон | Регулярный сезон | Регулярный сезон | Регулярный сезон | Регулярный сезон | Серия плей-офф | Серия плей-офф | Серия плей-офф | Серия плей-офф | Серия плей-офф | Серия плей-офф | Серия плей-офф | Серия плей-офф | Серия плей-офф | Серия плей-офф | Серия плей-офф |
| Сезон                                                                                    | Команда                   | GP               | GS               | MPG              | FG%              | 3P%              | FT%              | RPG              | APG              | SPG              | BPG              | PPG              | GP             | GS             | MPG            | FG%            | 3P%            | FT%            | RPG            | APG            | SPG            | BPG            | PPG            |
| ---------------------------------------------------------------------------------------- | ------------------------- | ---------------- | ---------------- | ---------------- | ---------------- | ---------------- | ---------------- | ---------------- | ---------------- | ---------------- | ---------------- | ---------------- | -------------- | -------------- | -------------- | -------------- | -------------- | -------------- | -------------- | -------------- | -------------- | -------------- | -------------- |
| 2012/13                                                                                  | Рио-Гранде Вэллей Вайперс | 3                | 3                | 37,3             | 34,1             | 36,8             | 100,0            | 6,7              | 7,0              | 2,0              | 0,3              | 13,7             | Не участвовал  | Не участвовал  | Не участвовал  | Не участвовал  | Не участвовал  | Не участвовал  | Не участвовал  | Не участвовал  | Не участвовал  | Не участвовал  | Не участвовал  |
|                                                                                          | Всего                     | 3                | 3                | 37,3             | 34,1             | 36,8             | 100,0            | 6,7              | 7,0              | 2,0              | 0,3              | 13,7             | Не участвовал  | Не участвовал  | Не участвовал  | Не участвовал  | Не участвовал  | Не участвовал  | Не участвовал  | Не участвовал  | Не участвовал  | Не участвовал  | Не участвовал  |
| Наведите курсор мыши на аббревиатуры в заголовке таблицы, чтобы прочесть их расшифровку. |                           |                  |                  |                  |                  |                  |                  |                  |                  |                  |                  |                  |                |                |                |                |                |                |                |                |                |                |                |

### Статистика в NCAA
| Сезон | Команда  | Conf  | Class | GP | GS | MPG  | FG%  | 3P%  | FT%  | RPG | APG | SPG | BPG | PPG  |
| --- | -------- | ----- | ----- | -- | -- | ---- | ---- | ---- | ---- | --- | --- | --- | --- | ---- |
| 2006/07 | Арканзас | SEC   | FR    | 35 | 34 | 34,4 | 42,7 | 38,6 | 81,2 | 4,5 | 3,1 | 1,7 | 0,4 | 13,9 |
| 2007/08 | Арканзас | SEC   | SO    | 35 | 33 | 33,8 | 41,2 | 37,8 | 64,4 | 6,6 | 2,4 | 1,3 | 0,5 | 12,1 |
| Всего | Всего    | Всего | Всего | 70 | 67 | 34,1 | 42,0 | 38,2 | 73,0 | 5,5 | 2,8 | 1,5 | 0,4 | 13,0 |
| Наведите курсор мыши на аббревиатуры в заголовке таблицы, чтобы прочесть их расшифровку Статистика приведена с сайта sports-reference.com |          |       |       |    |    |      |      |      |      |     |     |     |     |      |

### Статистика в других лигах
| Сезон | Команда                   | Лига                      | GP | GS | MPG  | FG%  | 3P%  | FT%  | RPG | APG | SPG | BPG | PFL | TOV | PPG  |
| --- | ------------------------- | ------------------------- | -- | -- | ---- | ---- | ---- | ---- | --- | --- | --- | --- | --- | --- | ---- |
| 2009/10 | Олимпиакос                | Евролига                  | 19 | 5  | 9,3  | 51,4 | 18,2 | 82,4 | 1,9 | 0,6 | 0,6 | 0,2 | 1,1 | 0,5 | 2,7  |
| 2011/12 | Все клубы                 | Все лиги                  | 57 | 55 | 32,2 | 42,1 | 29,5 | 76,0 | 5,3 | 4,3 | 2,2 | 0,3 | 3,4 | 2,1 | 14,1 |
| 2011/12 | Спартак (Санкт-Петербург) | ПБЛ                       | 23 | 22 | 32,8 | 41,2 | 31,5 | 77,9 | 5,9 | 4,7 | 2,2 | 0,3 | 3,8 | 2,5 | 15,0 |
| 2011/12 | Спартак (Санкт-Петербург) | Кубок Европы              | 16 | 16 | 31,9 | 42,9 | 27,8 | 81,0 | 4,1 | 3,7 | 1,9 | 0,3 | 3,1 | 1,9 | 13,3 |
| 2011/12 | Спартак (Санкт-Петербург) | Единая лига ВТБ           | 16 | 15 | 31,5 | 41,6 | 30,0 | 72,5 | 5,7 | 4,4 | 2,3 | 0,3 | 3,4 | 1,8 | 13,1 |
| 2011/12 | Спартак (Санкт-Петербург) | Квалификация Кубка Европы | 2  | 2  | 32,5 | 48,3 | 22,2 | 50,0 | 5,0 | 3,5 | 3,0 | 0,5 | 2,5 | 1,0 | 17,5 |
| 2012/13 | Все клубы                 | Все лиги                  | 20 | 18 | 28,6 | 44,4 | 36,2 | 72,7 | 4,1 | 3,4 | 1,5 | 0,5 | 3,7 | 1,9 | 11,6 |
| 2012/13 | Спартак (Санкт-Петербург) | ПБЛ                       | 9  | 8  | 26,6 | 42,5 | 28,6 | 81,8 | 4,0 | 3,3 | 1,7 | 0,2 | 4,0 | 2,4 | 11,9 |
| 2012/13 | Спартак (Санкт-Петербург) | Единая лига ВТБ           | 8  | 7  | 28,1 | 37,7 | 27,3 | 73,7 | 4,5 | 3,6 | 1,3 | 0,6 | 3,8 | 1,5 | 9,4  |
| 2012/13 | Спартак (Санкт-Петербург) | Кубок Европы              | 6  | 6  | 30,1 | 51,1 | 50,0 | 60,0 | 4,0 | 2,8 | 1,3 | 0,5 | 3,3 | 1,5 | 12,2 |
| Всего | Всего                     | Всего                     | 96 | 78 | 26,9 | 43,0 | 31,0 | 75,8 | 4,4 | 3,4 | 1,7 | 0,3 | 3,0 | 1,8 | 11,3 |
| В Кубке Европы | В Кубке Европы            | В Кубке Европы            | 22 | 22 | 31,4 | 44,7 | 33,9 | 75,9 | 4,1 | 3,5 | 1,8 | 0,3 | 3,1 | 1,8 | 13,0 |
| В ПБЛ | В ПБЛ                     | В ПБЛ                     | 32 | 30 | 31,0 | 41,5 | 30,5 | 78,6 | 5,3 | 4,3 | 2,1 | 0,3 | 3,9 | 2,5 | 14,1 |
| В Единой лиге ВТБ | В Единой лиге ВТБ         | В Единой лиге ВТБ         | 24 | 22 | 30,4 | 40,4 | 28,9 | 72,7 | 5,3 | 4,1 | 1,9 | 0,4 | 3,5 | 1,7 | 11,8 |
| Наведите курсор мыши на аббревиатуры в заголовке таблицы, чтобы прочесть их расшифровку Статистика приведена с сайта basketball.realgm.com |                           |                           |    |    |      |      |      |      |     |     |     |     |     |     |      |

## Ссылка
- На Викискладе есть медиафайлы по теме Беверли, Патрик
- профайл на сайте www.draftexpress.com
- Профайл на сайте ФИБА Европа
- Защитник питерского «Спартака» Патрик Беверли: «Леброн Джеймс был мне как старший брат»
- профайл на сайте БК Спартак